# Phyllocosmus sessiliflorus
Phyllocosmus sessiliflorus är en tvåhjärtbladig växtart som beskrevs av Daniel Oliver. Phyllocosmus sessiliflorus ingår i släktet Phyllocosmus och familjen Ixonanthaceae. Inga underarter finns listade i Catalogue of Life.